# New Berlin (Wisconsin)
New Berlin – miasto w Stanach Zjednoczonych, w stanie Wisconsin, w hrabstwie Waukesha.